# Monetazione della Sassonia
La monetazione della Sassonia riguarda le monete coniate da varie autorità nel territorio dell'attuale Sassonia, dalle origini fino ai giorni d'oggi.

## Hochrandpfennig (Sachsenpfennig)

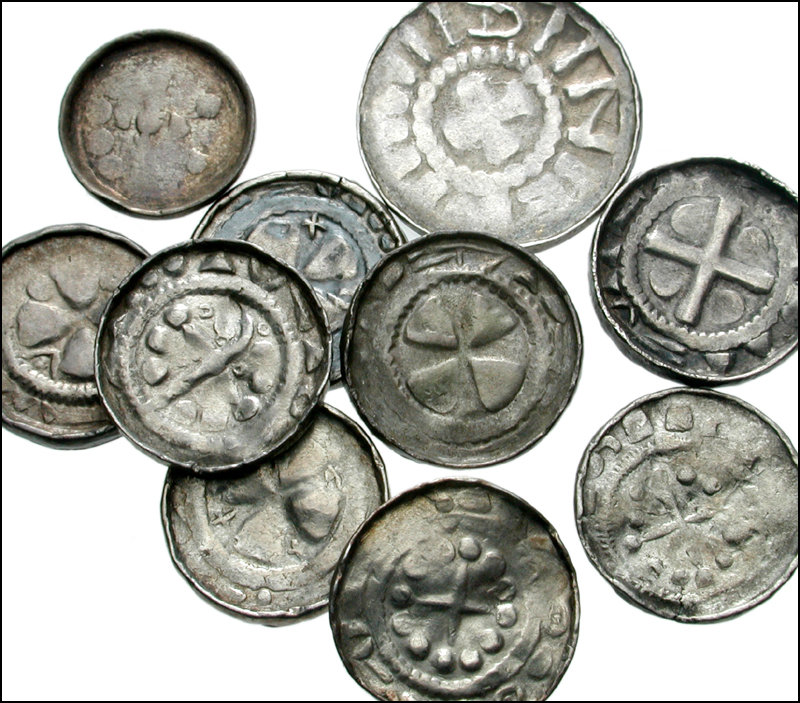
Esemplari di Sachsenpfennig

La prima tipologia di moneta rinvenuta in Sassonia come coniazione locale è un pfennig, noto come Sachsenpfennig e diffusosi tra il X e l'XI secolo. I primi esemplari battuti risalgono al regno di Ottone I di Sassonia (936-973) e riportano infatti l'iscrizione OTTO o ODDO.
I margravi di Meißen lavoravano ancora come ministri per conto del Sacro Romano Impero. Il margravio Eccardo I di Meißen (985-1002) fece battere anch'egli delle monete simili dalla zecca di Meißen con la legenda composta dal nome EKKINHARD e dalla località MISSNI.
Il passaggio dalla libbra carolingia ai moderni sistemi monetari sotto il regno di Enrico IV del Sacro Romano Impero (1056-1106) provocò un crollo sostanziale della produzione dei pfennig che iniziarono ad essere coniati su entrambi i lati. 367 grammi di materiale metallico vennero conteggiati per la produzione di 240 pfennig, il cui peso andò quindi costantemente a diminuire, aumentando però il diametro. Ad un certo punto il foglio di metallo da battere divenne così fine da non poter essere punzonato su un lato e sull'altro contemporaneamente e pertanto questa operazione richiedeva infine due passaggi separati. Ovviamente il timbro su un lato, danneggiava l'immagine della moneta sulla parte opposta. Per ottenere un buon aspetto della moneta, dunque, si giunse alla logica conclusione che fosse utile fare a meno del secondo timbro e risparmiare anche sulla seconda operazione.
Questo fenomeno portò probabilmente al conio dei primi bratteati sotto il margravio Corrado il Grande (1123-1156) attorno al 1140.

## Bratteati
La maggior parte dei bratteati di Meißen vennero coniati tra il 1170 e il 1300 dalle prime zecche di Meißen e di Freiberg. Dal XIII secolo, entrò in funzione la zecca di stato dei Wettin. Oltre ai pfennigs, vennero coniati anche degli scherf e dei quarti.
I bratteati prodotti a Meißen e nell'Alta Lusazia vennero prodotti con uno stile semplice ed uniforme. La zecca di Freiberg fu la prima ad adottare la misura di 253 grammi d'argento per la battitura di non più di 244/246 pfennig, innalzando così il peso mediamente a 1 grammo a moneta, anche se de facto queste monete non superavano gli 0,8 grammi. Tra la fine del XIII e l'inizio del XIV secolo, il peso medio si sposto a 0,573 g.
I penny erano validi erano spendibili unicamente nell'area di produzione ed è per questo che essi sono divenuti noti anche col nome di pfennig regionali.
Vedi anche:
- Ewiger Pfennig
- Zecca di Bautzen, bratteati
- Zecca di Colditz, bratteati
- Zecca di Freiberg, bratteati
- Zecca di Gotha, bratteati
- Zecca di Langensalza, bratteati
- Zecca di Lipsia, bratteati
- Zecca di Weimar, bratteati
- Zecca di Wittenberg, bratteati

### Dynastenbrakteaten (bratteati delle dineastie)

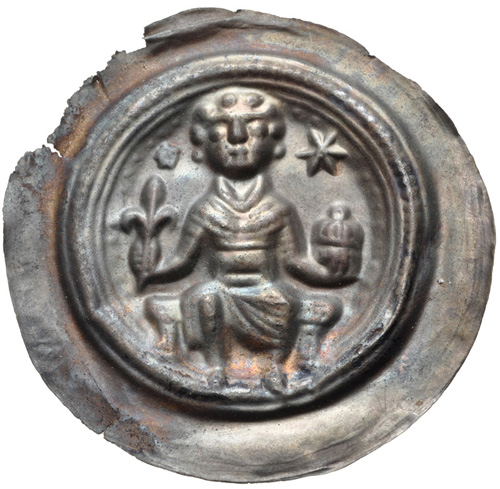
Signoria di Eilenburg, Ottone (1191–1234), bratteato

Parallelamente, iniziò il conio di alcuni bratteati anche da parte delle numerose entità territoriali minori e signorie presenti nell'area della Sassonia:
| - Signori di Apolda - Signori di Bieberstein - Conti di Brehna - Signori di Colditz - Burgravi di Dohna - Signori di Eilenburg - Burgravi di Leisnig - Herren von Lobdeburg | - Burgravi di Meißen - Burgravi di Neuenburg - Signori di Pack - Vögte di Plauen - Signori di Waldenburg auf Wolkenstein - Vögte di Weida-Gera - Conti di Wettin |

### Bratteati delle signorie spirituali

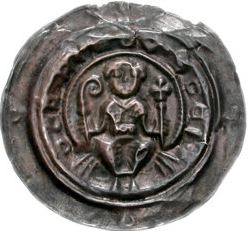
Vescovato di Naumburg, Bertoldo II di Meißen, bratteato

I vescovi di Naumburg ottennero la possibilità di esercitare diritto di conio a Strehla, sul fiume Elba, in associazione ai margravi di Meißen.
I vescovi di Meißen pure avevano ricevuto il diritto di conio, sfruttando le miniere di Scharfenberg sull'Elba che vennero scavate a partire dalla fine del XII secolo. Successivamente le zecche vennero poste anche presso i castelli di Wurzen e Stolpen, zecche che chiuderanno alla fine del secolo.
Il monastero di Pegau venne anch'esso autorizzato a battere dei bratteati.

## Groschendi Meißen
Dopo che la moneta dei pfennig venne sostituita dai groschen (in italiano moneta nota come "grosso") introdotto in Sassonia dal margravio Federico II nel 1338/39, iniziò la produzione delle monete tardo medievali. Il nuovo modello fu quello del groschen di Praga coniato a partire dal 1300.
Il groschen di Meißen divenne rapidamente l'unità monetaria di riferimento nell'Europa centrale accanto appunto al groschen di Praga.
Tra la fine del XIV e l'inizio del XV secolo, i Wettin stabilirono la loro zecca principale a Freiberg, mantenendo però attive le altre zecche presso Sangerhausen, Zwickau, Gotha, Lipsia, Weimar, Colditz, Wittenberg e Langensalza, ma le quali ridussero notevolmente la loro attività.
La zecca di Colditz rimase di proprietà dell'elettrice Margherita d'Asburgo, moglie dell'elettore Federico II (1428-1464), dove fece coniare il cosiddetto Margaret Groschen, contraddistinto da una grande lettera "M" sul fronte.

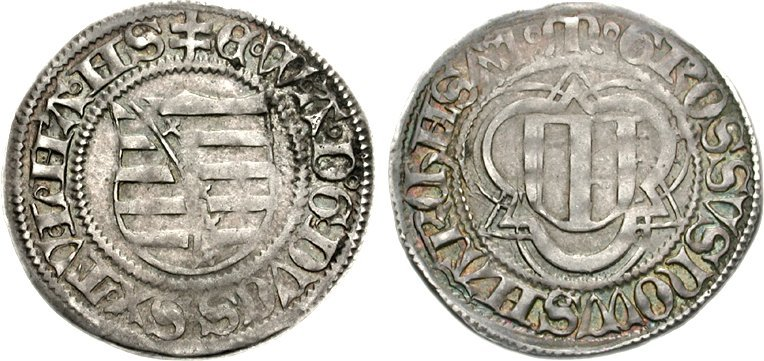
Principe elettore Ernesto, duca Alberto, duca Guglielmo III con la principessa elettorale Margherita (1475–1482), spitzgroschen, 1475, zecca di Colditz (Margarethengroschen)

Progressivamente, complice anche la politica economica scellerata del margravio Guglielmo I di Meißen, diverse città straniere iniziarono a contestare il crescente deterioramento del metallo contenuto nei groschen di Meißen e si dovette attendere sino al 1412 perché Federico I di Sassonia riuscisse a stabilizzarne il prezzo, ma nel contempo venne introdotto il fiorino d'oro che era divenuto moneta d'obbligo nei pagamenti commerciali a lunga distanza (in particolare con l'Italia). Il primo esemplare di fiorino d'oro sassone venne coniato nel 1456 dalla zecca di Lipsia.
La scoperta di nuovi ricchi giacimenti d'argento nei monti metalliferi a Schneeberg nel 1470 ed Annaberg portò ad un altro periodo di splendore per la Sassonia nella seconda metà del XV secolo, con diverse produzioni monetarie.
Nel 1490 il fiorino sassone venne fissato per valore al prezzo di 21 groschen e continuò a rimanere in uso come moneta di commercio sino al XIX secolo in tutta la regione.

## Horngroschen, Bartgroschen, Zinsgroschen, Schreckenberger

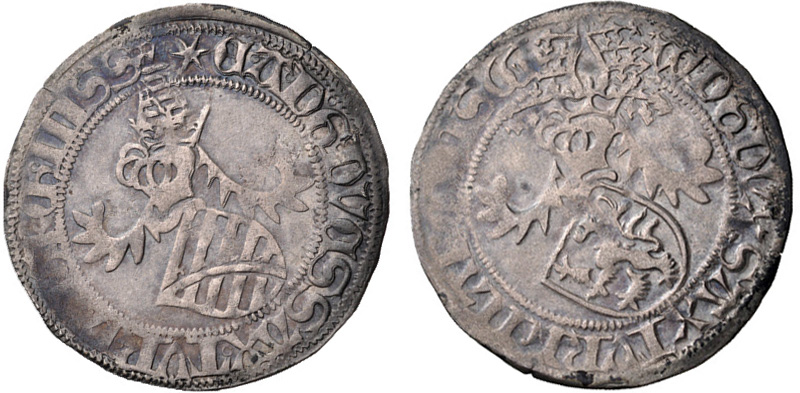
Principe elettore Ernesto, duca Alberto, duca Guglielmo III, Horngroschen del 1466, zecca di Lipsia

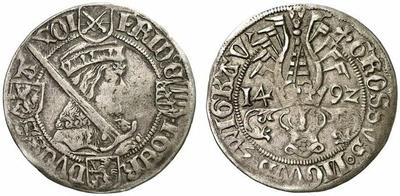
Principe elettore Federico III, Giovanni e duca Giorgio, Bartgroschen del 1492, zecca di Zwickau e Schneeberg

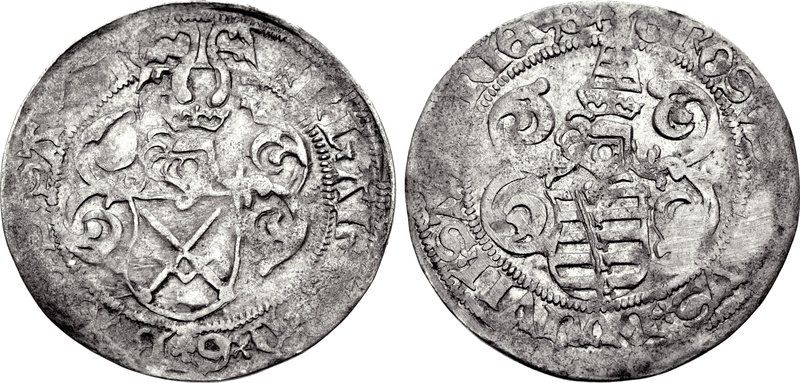
Principe elettore Federico III con Giovanni e duca Alberto, Schneeberger, Zinsgroschen 1498

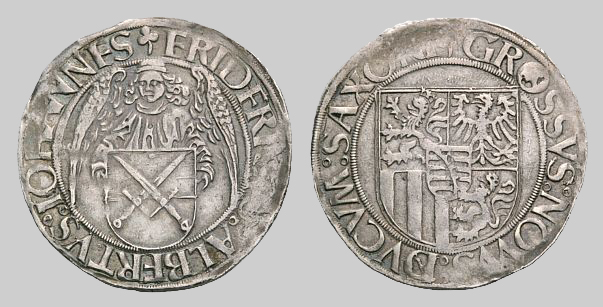
Principe elettore Federico III con duchi Giovanni e Alberto, Annaberger Schreckenberger o. J. (1498/1499)

Nel XV secolo apparve per la prima volta l' Horngroschen, un tipo di groschen di Meißen coniato dal 1465 al 1469 dai duchi Ernesto e Alberto insieme allo zio Guglielmo (1465-1482).
Col nome di Bartgroschen furono invece noti i groschen coniati dal 1492 al 1493 in una coniazione di 205.000 pezzi nei siti delle zecche di Zwickau e Schneeberg, caratterizzati dal busto barbuto di Federico III (1468-1525). Questi groschen sono difatti le prime monete nella storia della monetazione sassone a riportare il ritratto del reggente.
Zinsgroschen, Mutgroschen o Schneeberger sono i nomi dei groschen coniati dal 1496.
Secondo le nuove regole stabilite il 18 agosto 1498 i groschen sassoni vennero portati al valore di 861/1000. Sette schreckenberger avevano il valore di un fiorino d'oro.

## Tallero

### Dal 1500 alla monetazione imperiale del 1571
Alla fine del XV secolo, i nuovi metodi tecnici ed economici di estrazione mineraria in Sassonia portarono a una resa d'argento insolitamente alta. Il risultato fu che l'elettore Federico III il Saggio (1486-1525) e suo fratello Giovanni il Costante (1486/1525-1532) in accordo con Giorgio il Barbuto (1500-1539) in rappresentanza del padre Alberto il Coraggioso (1464/85–1500) annunciò un rinnovamento della monetazione che portò alla rimozione fisica del fiorino come moneta. La nuova moneta di riferimento divenne il tallero (il cosiddetto Klappmützentaler).
Nel 1507, quando l'elettore di Sassonia ottenne la dignità di vicario imperiale, tale titolazione apparve per la prima volta su sue monete specifiche chiamate Locomtenenthaler, dal momento che egli aveva ottenuto il titolo latino di "Imperique locumtenens generalis". Queste furono le prime monete vicariali coniate in Sassonia.
Durante il periodo della separazione tra ducati ernestini e albertiniani, nel 1485 vennero stabilite delle divisioni nette tra le due differenti coniazioni. Quando infine gli ernestini persero la loro dignità a favore degli albertiniani nel 1547, il conio venne finalmente unificato. Il nuovo elettore, Maurizio di Sassonia (1541-1547-1553), coniò solo a suo nome.
L'elettore Augusto (1553-1586) centralizzò il conio combinando tutte le zecche nazionali in un unico conio. La nuova zecca di Dresda divenne la zecca centrale dell'intero elettorato. Con l'adesione di Augusto al Reichsmünzordnung (accordo monetario imperiale) del 1571, iniziò una nuova era per il tallero sassone.

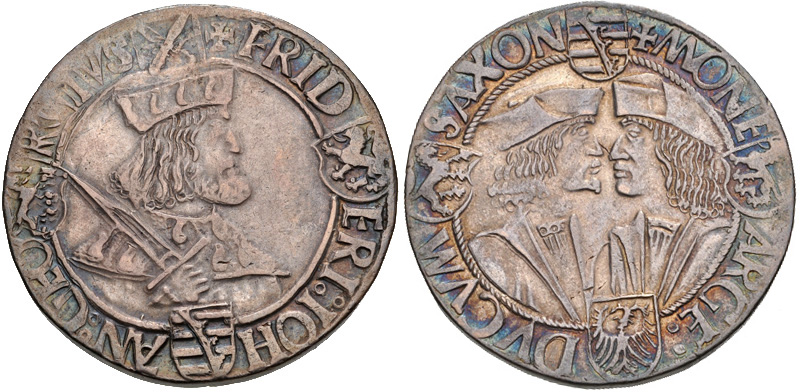
Principe elettore Federico III e duchi Giovanni e Giorgio, tallero (Klappmützentaler) o. J., zecca di Annaberg
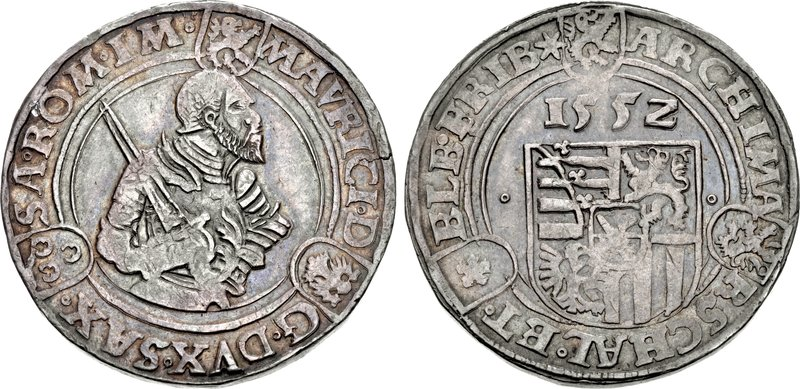
Principe elettore Maurizio, tallero 1552, zecca di Freiberg
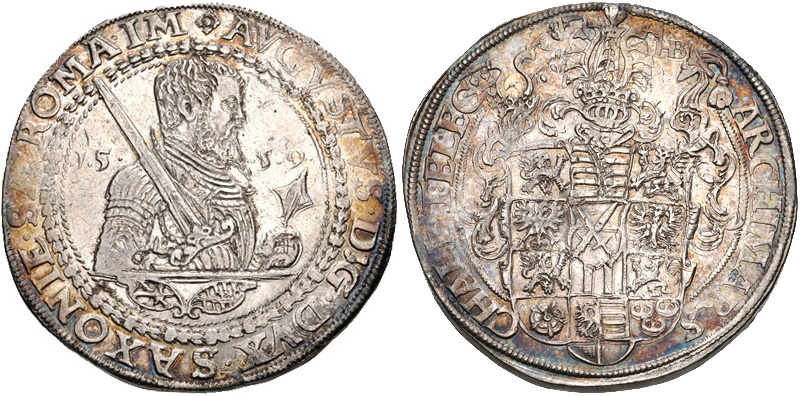
Principe elettore Augusto, tallero, 1559, zecca di Dresda
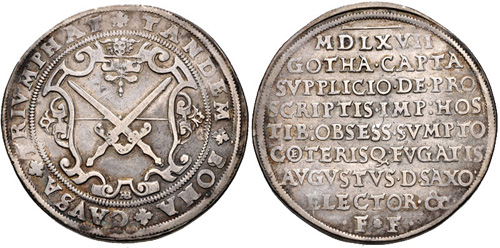
Principe elettore Augusto, tallero 1567, zecca di Dresda

### L'adesione alReichmünzfuß

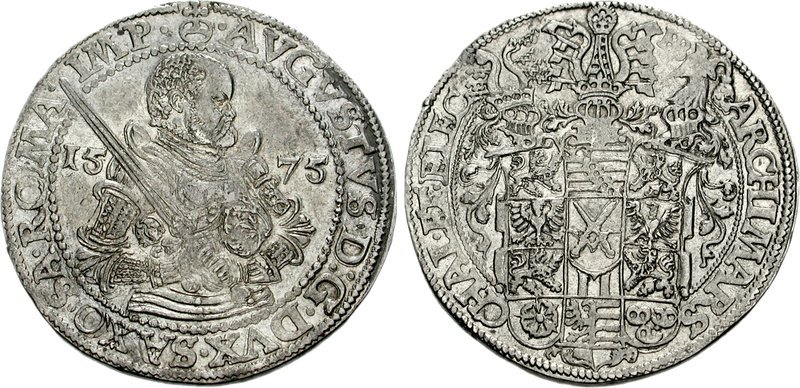
Principe elettore Augusto, Reichstaler del 1575, zecca di Dresda

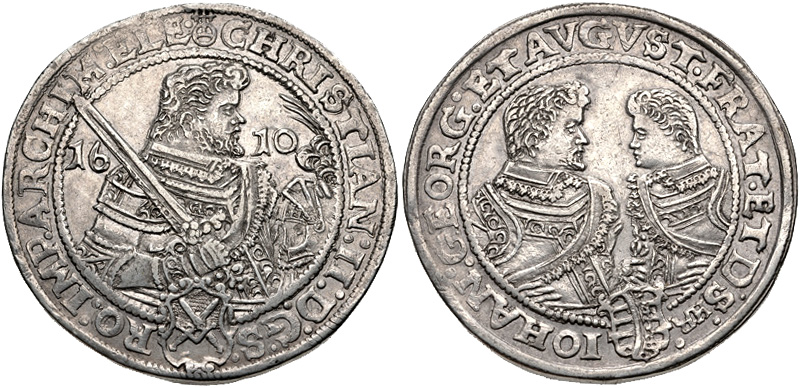
Dreibrüdertaler del 1610, zecca di Dresda.

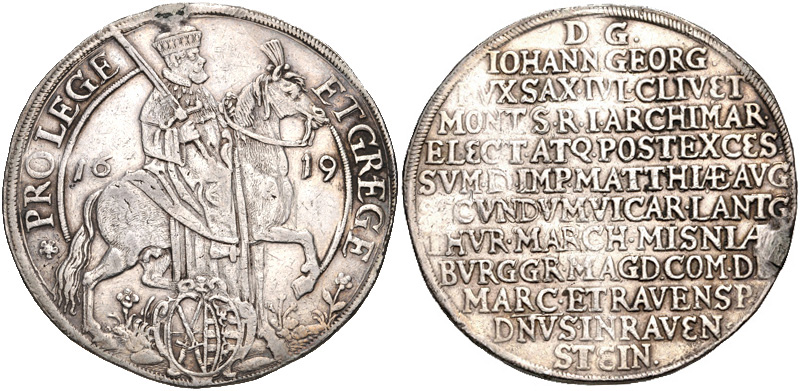
Principe elettore Giovanni Giorgio I, Vikariatstaler (Breiter Taler, Reichstaler) 1619, per la morte dell'imperatore Mattia, zecca di Dresda

Nel 1571, l'elettore Augusto decise di aderire al Reichsmünzordnung, l'accordo monetario sottoscritto tra i principali stati del Sacro Romano Impero con la finalità di avere una monetazione che riducesse al minimo i problemi di cambio tra stato e stato.
La monetazione della Sassonia all'epoca venne così suddivisa:
| Valore nominale                 | Peso (g) | Valore in millesimi |
| ------------------------------- | -------- | ------------------- |
| Reichstaler da 24 groschen      | 29,23    | 888,89              |
| ½ di Reichstaler da 12 groschen | 14,62    | 888,89              |
| ¼ di Reichstaler da 6 groschen  | 7,31     | 888,89              |
| ⅛ di Reichstaler da 3 groschen  | 3,61     | 888,89              |
| 1/24 di Reichstaler (groschen)  | 2,15     | 500                 |
| Dreier (¼ di groschen)          | 0,85     | 312,5               |
| Pfennig (1/12 di groschen)      | 0,34     | 250                 |

L'elettorato sassone, particolarmente ricco d'argento, consentì ai suoi sovrani di produrre ampie coniazioni in argento e numerose monete commemorative, in particolare delle Vikariatsmünzen che vennero coniate quando il ruolo di vicario imperiale venne ampliato e riconosciuto come reggente del trono imperiale nel periodo compreso tra la morte di un imperatore e l'elezione del suo successore.
Dal Seicento, la produzione di monete in argento calò drasticamente a causa delle esigenze belliche che interessarono la Sassonia.

### Il Seicento

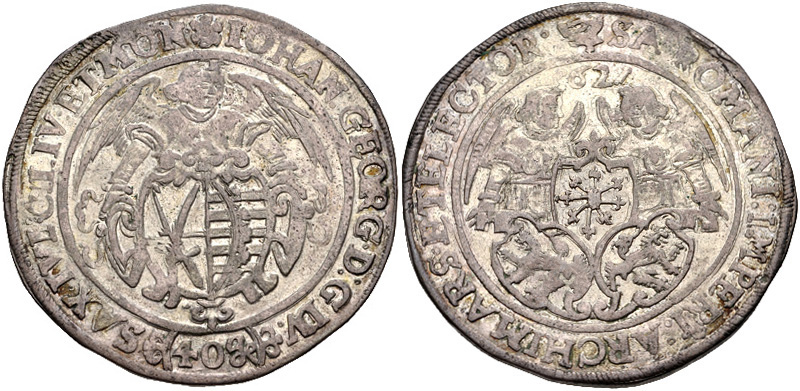
Principe elettore Giovanni Giorgio I, 40 Kippergroschen (Kippertaler da 40 groschen) del 1621, zecca di Dresda

Il monopolio della zecca di Dresda venne interrotto dalla riapertura di numerose altre zecche nazionali nel corso del Seicento, ma la grave crisi finanziaria d'inizio secolo costrinse nel 1623 la Sassonia a tornare alle condizioni stabilite dal Reichsmünzordnung, per quanto esso non fosse mai stato ufficialmente abbandonato.

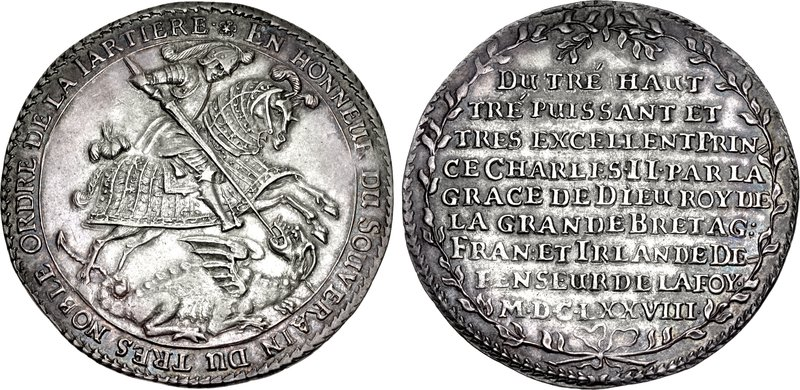
Principe elettore Giovanni Giorgio II, Kuranttaler (Hosenbandtaler) del 1678 (23,32 g).

Dopo la fine della guerra dei trent'anni vi fu un secondo periodo dove aumentò considerevolmente il prezzo dell'argento e fu necessario rivedere nuovamente i valori delle monete coniate in Sassonia. Il tallero venne posto al valore di 24 groschen, inscritto anche nelle legende delle monete stesse. Questa valuta non si basava più sulle decisioni del Reichstag, bensì sull'accordo tra l'elettorato di Sassonia ed i ducati ernestini locali, in mano ad altri rami della famiglia dei Wettin.
| Valore nominale                 | Peso (g) | Valore in millesimi |
| ------------------------------- | -------- | ------------------- |
| Kuranttaler da 24 groschen      |          |                     |
| ⅔ di Kuranttaler da 16 groschen | 16,7     | 888,89              |
| ⅓ di Kuranttaler da 8 groschen  | 9,74     | 760,42              |
| ⅙ di Kuranttaler da 4 groschen  | 4,87     | 760,42              |
| Groschen                        | 1,99     | 465,28              |
| Dreier (¼ di groschen)          | 0,90     | 250                 |
| Pfennig (1/12 di groschen)      | 0,35     | 204,86              |

L'ulteriore aumento del prezzo dell'argento richiese un aggiustamento della valuta nazionale nel 1690. Il risultato fu la valutazione del Reichstaler a 32 groschen e l'introduzione di nuove monete da 1/12 di tallero (doppio groschen) e 1/48 di tallero (1/2 groschen).

#### Wechseltaler(1670/71)

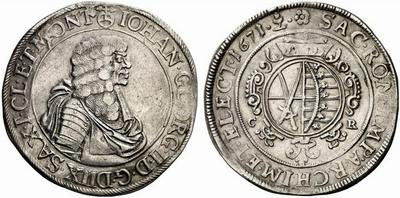
Wechseltaler del 1671 (si noti la scritta "WECHSELTHALER" nella legenda), zecca di Dresda

Nel 1670/1671, venne decisa l'istituzione del Wechseltaler da parte dell'elettore Giovanni Giorgio II (1656-1680) il quale decise di portare il valore del tallero sassone a 861/1000 per favorire il commercio tra Lipsia, Amburgo ed i Paesi Bassi che avevano talleri con tali valori d'argento.

### IlBankotalersassone-polacco (1702)

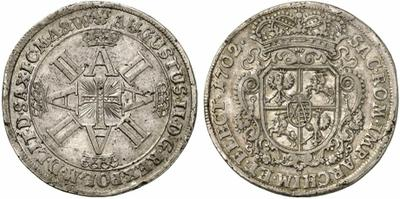
Bankotaler sassone-polacco del 1702, zecca di Lipsia

Augusto il Forte (1694–1733) fece coniare tre tipi nuovi di talleri che vennero chiamati Bankotaler e che dal 1702 vennero prodotti a Lipsia. Essi avevano la validità sia sul territorio sassone che su quello polacco di cui Augusto aveva ottenuto la corona recentemente. Essi, per quanto corrispondessero in valore e peso ai talleri polacchi coniati sino a quel momento, si presentavano come leggermente inferiori di valore in millesimi rispetto a quelli circolanti nel resto dell'impero.

### Adesione alKonventiontaler(1763-1838)

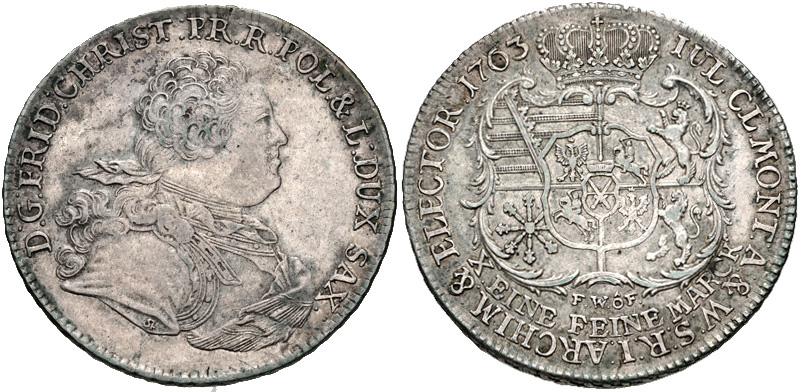
Principe elettore Federico Cristiano, Konventiontaler del 1763, con la dicitura "X EINE FEINE MARCK", zecca di Dresda

L'interruzione del conio durante la guerra dei sette anni (1756-1763) rese necessaria una riforma urgente della moneta in Sassonia. Le frequenti contraffazioni operate da Federico II di Prussia (1740-1786) ai danni della Sassonia come mezzo per finanziare la propria guerra avevano portato al crollo totale del sistema monetario in Sassonia ed in Polonia.
Per questo motivo, dal 14 maggio 1763 anche la Sassonia decise di aderire al Konventiontaler imperiale che si basava sull'uso del ducato secondo il seguente schema:
- 1 ducato = 10 Konventiontaler = 20 ⅔ di tallero = 40 ⅓ di tallero = 80 ⅙ di tallero = 160 1⁄12 di tallero (doppio pfennig) = 320 1⁄24 di tallero (groschen) = 960 1⁄48 di tallero.

Si convenne quindi di riportare il tallero al valore di 24 groschen come in passato.
Contemporaneamente vennero coniate anche delle monete d'oro: l'augusto d'oro da 5 talleri e il doppio augusto d'oro da 10 talleri, impiegati perlopiù per il commercio estero e all'ingrosso.
Dal 1804 al 1825, l'intera coniazione di monete di rame per la Sassonia venne affidata alla zecca di Grünthal che operava come filiazione della zecca di Dresda.

### Adesione al tallero delloZollverein(1839-1859)

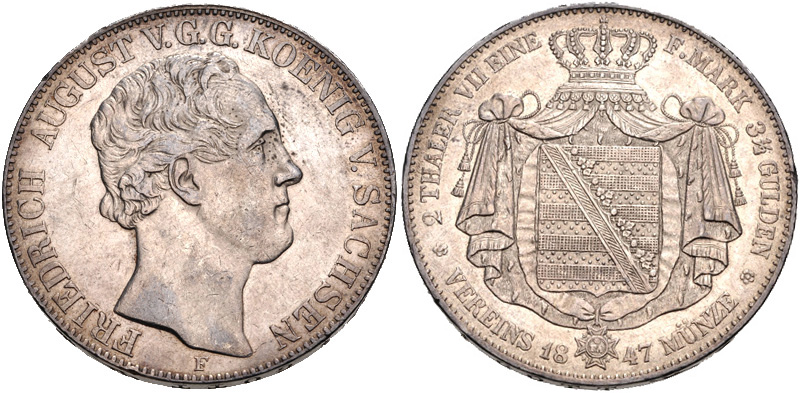
Re Federico Augusto II, Doppeltaler del 1847, con la dicitura "2 THALER VII EINE F. MARK 3½ GULDEN / VEREINSMÜNZE"

Dopo l'introduzione dello Zollverein prussiano a cui la Sassonia decise di aderire per praticità negli scambi commerciali, gli stati dell'unione doganale dal 1839 aderirono alla nuova convenzione monetaria che si basava sull'adozione del doppio tallero prussiano che corrispondeva al valore di 1 marco secondo il seguente schema:
1 marco = 7 doppi talleri
7 doppi talleri = 14 Vereinstaler
1 Vereinstaler = 30 Neugroschen = 300 pfennigs
1 Neugroschen = 10 pfennigs (1 marco = 420 Neugroschen)
Il tallero prussiano corrispondeva quindi per valore al tallero prussiano, col valore di 1/30 groschen.

### Il nuovo tallero (1857-1871) (1872)

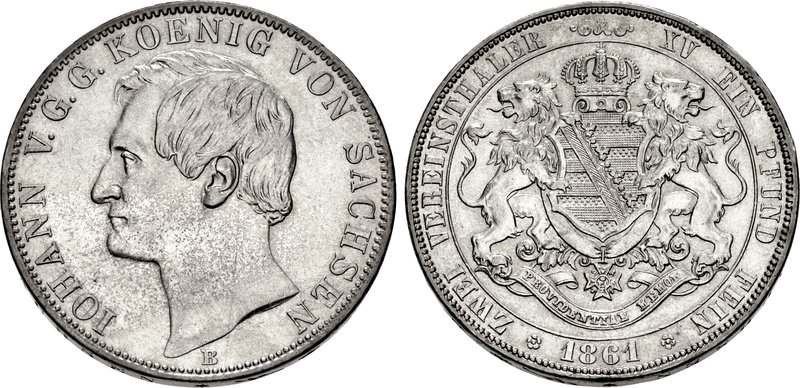
Re Giovanni, Doppeltaler del 1861 con la scritta "2 VEREINSTHALER XV EIN PFUND FEIN"

Nel 1857 la Sassonia decise di aderire al nuovo concordato firmato a Vienna per il valore del tallero come moneta nazionale della Germania, con l'introduzione del calcolo decimale e tale rimase in vigore sino all'introduzione della nuova monetazione imperiale tedesca con la costituzione dell'Impero tedesco nel 1871.